# Bengt Brusewitz
Bengt Elis Leopold Brusewitz, född den 15 februari 1903 i Jönköping, död den 8 december 1990 i Stockholm, var en svensk militär. 
Brusewitz blev fänrik vid Smålands artilleriregemente 1924, löjtnant där 1928, kapten vid generalstaben 1936, major där 1942, överstelöjtnant vid generalstaben 1946, vid Wendes artilleriregemente 1946, vid Bodens artilleriregemente 1948, överste vid generalstaben och sektionschef vid arméstaben 1952 samt överste och chef för Svea artilleriregemente 1955. Han var ställföreträdande militärbefälhavare för IV. militärområdet 1959–1963. Brusewitz invaldes som ledamot av Krigsvetenskapsakademien 1954. Han blev riddare av Svärdsorden 1943, kommendör av samma orden 1956 och kommendör av första klassen 1959.
Bengt Brusewitz var son till överstelöjtnant Elis Brusewitz och tennisspelerskan Ellen Brusewitz samt äldre bror till kläddesignern Margit Bergendorff och far till käddesignern Anne Bruse. Han vilar i en familjegrav på Norra begravningsplatsen utanför Stockholm.